# Harghita Mădăraș
Harghita Mădăraș este o arie protejată (arie specială de conservare — SAC, sit de importanță comunitară — SCI) din România. Situl a fost desemnat în scopul protejării biodiversității și menținerii într-o stare de conservare favorabilă a florei spontane și faunei sălbatice, precum și a unor habitate naturale de interes comunitar aflate în arealul zonei protejate.  Acesta se întinde pe o suprafață de 13.321,9 ha, integral pe uscat.

## Localizare
Situl Harghita Mădăraș este situat în estul Transilvaniei, pe teritoriul administrativ al orașului Vlăhița și pe cele ale comunelor: Căpâlnița, Cârța, Dănești, Mădăraș, Racu, Siculeni, Suseni și Zetea din județul Harghita, în apropierea drumului național DN13A, care leagă municipiul Miercurea Ciuc de orașul Odorheiul Secuiesc. Centrul sitului Harghita Mădăraș este situat la coordonatele 46°28′52″N 25°34′17″E / 46.481055°N 25.571422°E.

## Înființare
Arealul Harghita Mădăraș a fost declarat sit de importanță comunitară (ROCIC0090)  în decembrie 2007 pentru a proteja 3 specii de plante și 5 specii de animale. Situl a fost protejat și ca arie specială de conservare în mai 2022.
Aria naturală se află la o altitudine cuprinsă între 1.500 și 1.800 m. și face parte (din punct de vedere geologic) din lanțul vulcanic neogen al munților Călimani - Gurghiu - Harghita, cu un relief constituit în cea mai mare parte din roci andezitice (curgeri de lavă și piroclastite). Munții Harghitei au în componență formațiuni vulcano-sedimentare de tip con, întâlnite în vârfurile Harghita-Mădaras (1.801 m), Cucu (1.558 m), Ostoros (1.384 m) și Piatra Talaborului (1.242 m). 
Suprafața ariei protejate (ce include și rezervația naturală Lacul Dracului) este brăzdată de o rețea hidrografică bogată în cursuri de apă; astfel: partea vestică este străbătută de afluenții râului Târnava Mare (Chiuveș, Șicasău, Deșag), iar cea estică de afluenții Mureșului și de cei ai Oltului (Mădăraș, Mădărașul Mare, Mădărașul Mic).

## Biodiversitate
Situată în ecoregiune alpină, aria protejată conține 9 habitate naturale: Pajiști alpine și boreale, Fânețe montane, Turbării active, Mlaștini turboase de tranziție și turbării mișcătoare, Peșteri inaccesibile publicului, Mlaștini împădurite, Păduri de fag dacice (Symphyto-Fagion), Păduri acidofile de Picea de la nivel montan la nivel alpin (Vaccinio-Piceetea), Liziere de ierburi înalte hidrofile de câmpie și de nivel montan până la alpin.
La baza desemnării sitului se află mai multe specii protejate:
- plante (3): clopoțelul de munte (Campanula serrata) și curechiul de munte (Ligularia sibirica), Meesia longiseta
- amfibieni (2): ivorașul-cu-burta-galbenă (Bombina variegata)[9], salamandra carpatică (Triturus montandoni)[10]
- mamifere (2): urs brun (Ursus arctos)[11], lup cenușiu (Canis lupus)[12],
- nevertebrate (1): fluturele de muștar (Leptidea morsei)

Pe lângă speciile protejate aflate la baza desemnării sitului, pe teritoriul acestuia au mai fost identificate 54 specii (plante, amfibieni, pești reptile, etc) din flora spontană și fauna sălbatică a României protejate la nivel european; printre care: poroinic (Dactylorhiza maculata), tulichină (Daphne mezereum), vuitoare (Empetrum nigrum ssp. nigrum și Empetrum nigrum ssp. hermaphroditum), pufuliță (Epilobium nutans), bumbăcăriță (Eriophorum vaginatum), ghințură (Gentiana verna), lumânărica-pământului (Gentiana asclepiadea), ochiul-boului (Leucanthemum waldsteinii), trifoi-de-baltă (Menyanthes trifoliata), cărbuni (Phyteuma vagneri), sclipeți (Potentilla aurea), piciorul cocoșului (din speciile: Ranunculus platanifolius și Ranunculus carpaticus), sămânța-soarelui (Silene pusilla), degetărel (Soldanella hungarica ssp. major), lăptucul-oii (Telekia speciosa), toporaș galben de munte (Viola biflora), veronică (Veronica fruticans), clopoței (Campanula patula ssp. abietina), leurdă (Allium ursinum), ceapă de munte (Allium victorialis), bucățel (Agrostis canina), rogozuri (din speciile: Carex echinata, Carex echinata, Carex rostrata); [cerb]] (Cervus elaphus), căprioară (Capreolus capreolus), mistreț (Sus scrofa), vulpe (Vulpes vulpes), veveriță (Sciurus vulgaris), iepure de câmp (Lepus europaeus); șarpele lui Esculap (Elaphe longissima), vipră (Vipera berus),, salamandra de foc (Salamandra salamandra), tritonul de munte (Triturus alpestris); mreană vânătă (Barbus peloponnesius), lipan (Thymallus thymallus), boiștean (Phoxinus phoxinus), păstrăv de munte (Salmo trutta fario).

## Căi de acces
- Drumul național DN13A, pe ruta: Miercurea Ciuc - Vlăhița
- Drumul național DN13A, pe ruta: Odorheiul Secuiesc - Brădești - drumul județean DJ138 în direcția Zetea - Sub Cetate - Izvoare.

## Monumente și atracții turistice

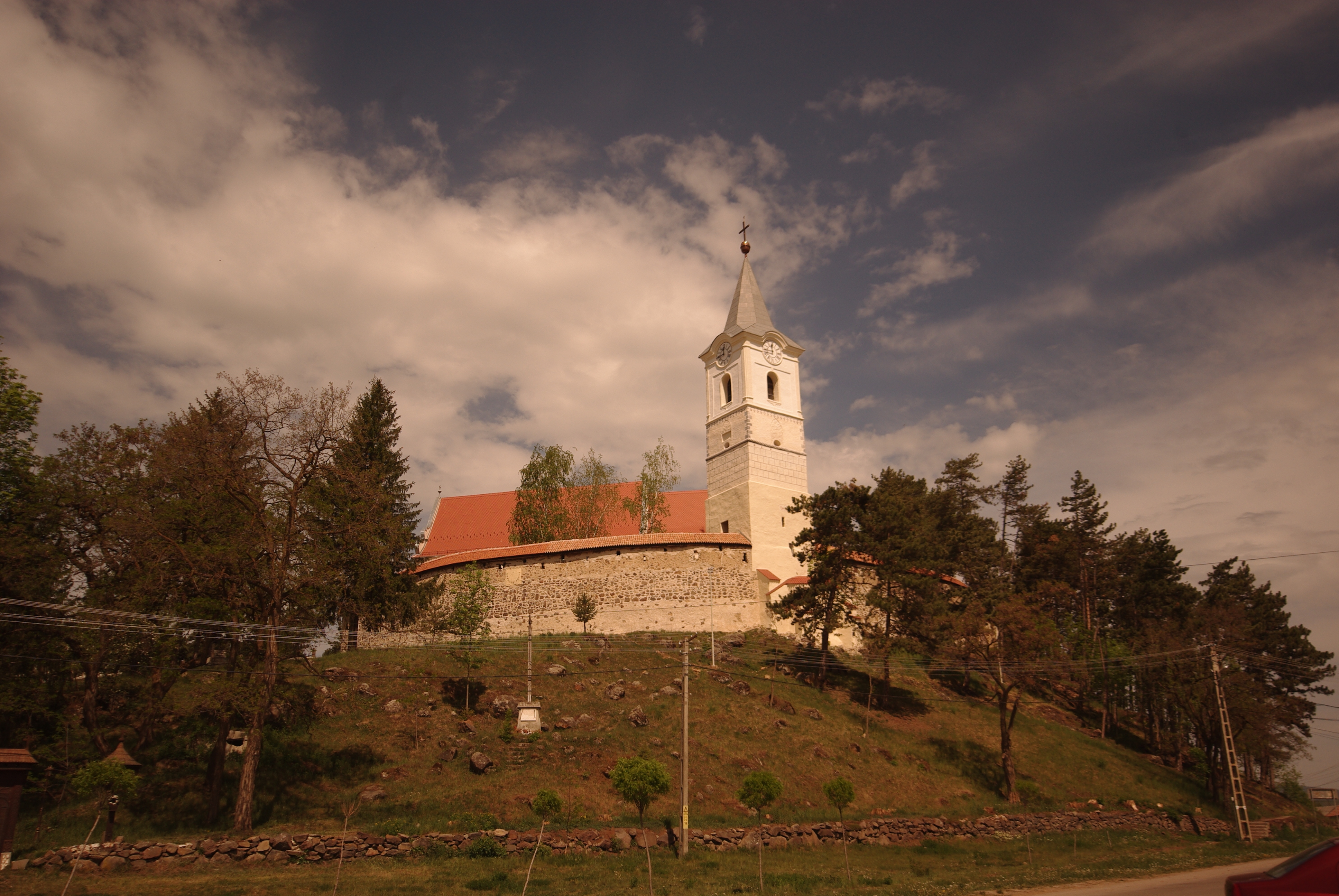
Biserica "Adormirea Maicii Domnului" din Cârţa

În vecinătatea sitului se află câteva obiective de interes istoric, cultural și turistic; astfel:
- Ansamblul bisericii fortificate romano-catolice "Adormirea Maicii Domnului" din Cârța (biserica romano-catolică și incinta fortificată, cu turnu de poartă), construcție sec. XV - XVII, monument istoric (cod LMI HR-II-a-A-12774).

- Ansamblul bisericii romano-catolice "Sf. Maria Mică" din Racu (biserica și incinta fortificată, cu capela), construcție sec. XIV - XVIII, monument istoric (cod LMI HR-II-a-A-12938).
- Capela romano-catolică "Sf. Filip și Iacob" din Racu, construcție sec. XV - XVIII, monument istoric (cod LMI HR-II-m-B-12936).
- Situl arheologic "Szármány" de la Lăzarea (așezări atribuite perioadelor: Epoca medievală târzie; Epoca medievală timpurie; sec. IV, Epoca post- romană, Cultura cultura Sântana de Mureș - Cerneahov; Epoca bronzulu).
- Burgusul roman de la Băile Homorod (sec. II p. Chr., Epoca romană), monument istoric (cod LMI HR-I-s-B-12650).
- Aria protejată Poiana narciselor de la Vlăhița (20 ha).